# Lucifer de Siena
Lucifer de Siena (século III - século IV), foi o primeiro bispo de Siena. Ele foi nomeado em 306, dois anos após a morte de Santo Ansano.